# The One with the Embryos
"The One with the Embryos" es el duodécimo episodio de la cuarta temporada de la serie de televisión cómica Friends, que salió al aire en NBC el 15 de enero de 1998. Mientras que el título se refiere a Phoebe (Lisa Kudrow) teniendo una fertilización in vitro como parte de la historia en curso destinadas a cubrir el embarazo de la actriz, el episodio es el más recordado por el juego de trivia jugado por los otros personajes, y estuvo en el número 21 en TV Guide como "Los Top 100 episodios de Todos los Tiempos."
El episodio fue dirigido por Kevin S. Bright y escrito por Jill Condon y Amy Toomin. Con frecuencia se encuentra entre los mejores episodios de la serie en las encuestas. Giovanni Ribisi y Debra Jo Rupp repiten sus personajes recurrentes Frank Jr. y Alice Knight.

## Trama
Joey y Chandler (Matt LeBlanc y Matthew Perry) identifican correctamente el contenido de la bolsa de Rachel (Jennifer Aniston), y Mónica (Courteney Cox) sugiere un concurso de preguntas y respuestas para ver quién sabe mejor de cada uno, las mujeres o los hombres. Colocan una apuestas de $100 y Ross (David Schwimmer) hace las preguntas y respuestas. Mientras tanto, Phoebe descubre que Frank y Alice están pagando $16,000 por la infiltración un vientre que tiene un 25% de éxito, y no hay nada que ella pueda ayudar para el proceso.
El juego de preguntas comienza, con varios hechos sobre los personajes que son revelados como el amigo imaginario de Joey Maurie y que a Rachel le gusta Weekend at Bernie's. Una puntuación de 9-9 conduce a otra ronda. Mónica aumenta las expectativas: Sí las mujeres ganan, Joey y Chandler deben deshacerse de las aves, que han estado despertando a las chicas en las mañanas. Chandler refuta sugiriendo que Rachel y Mónica renuncien al apartamento a ellos, a lo que Mónica está de acuerdo, sin consultárselo a Rachel. 
Phoebe constantemente se toma pruebas de embarazo, aunque es demasiado temprano para saber. Las chicas pierden la ronda, no pudiendo identificar el trabajo de Chandler, así que Chandler y Joey comienzan a mudar sus pertenencias a su nuevo apartamento. Se genera una discusión entre los chicos y las chicas, que es interrumpido por Phoebe, quién le dice al grupo que está embarazada.

## Recepción
En una crítica del 2001, Entertainment Weekly le da al episodio una A+, diciendo que "Gracias al concurso, Embryos es muy posible "el mejor momento" en Friends". Se destaca la línea de Rachel, "¡Es un transpon-transpondedor!" (en respuesta a la respuesta "¿Cuál es el trabajo de Chandler Bing?") como la mejor del episodio. Los autores de Friends Like Us: The Unofficial Guide to Friends lo llamaron "el mejor episodio de todos los tiempos...no puede ser no visto bajo ninguna circunstancia". Un crítico del 2004 de MSNBC.com escribió que el concurso "reveló de una manera completamente orgánica la trama. Hermosamente escrito y actuado, "The One With The Embryos", encapsula la serie entera en un sólo episodio".
El episodio es el favorito de Cox y LeBlanc. Cox le gusta este episodio porque disfruta hacer de Mónica siendo más competitiva, mientras que LeBlanc habló con entusiasmo del ritmo del episodio y la información sobre los personajes que se dicen. Él identificó las escenas que aparecen los seis personajes como el mejor, "porque no tienes que introducir un personaje -- no tienes que poner todos los gasoductos - sólo vas a lo divertido."